# Abacetus aeneovirescens
Abacetus aeneovirescens là một loài bọ chân chạy thuộc phân họ Pterostichinae. Loài này được Straneo mô tả lần đầu năm 1939 và được tìm thấy ở nhiều quốc gia trên khắp châu Phi và Trung Đông. Loài này được tìm thấy ở Cộng hòa Dân chủ Congo, Ethiopia, Mauritania, Nigeria, Sénégal, Tanzania, Somalia, Yemen.